# Heodes gerhardti
Heodes gerhardti är en fjärilsart som beskrevs av Hirschke 1910. Heodes gerhardti ingår i släktet Heodes och familjen juvelvingar. Inga underarter finns listade i Catalogue of Life.